# Genotina genotae
Genotina genotae é uma espécie de gastrópode do gênero Genotina, pertencente a família Mangeliidae.